# 内輪差学習マシーン
内輪差学習マシーン（ないりんさがくしゅうましーん）自動車が曲がる際に発生する内輪差や巻き込み事故についての学習用教材。主に中学校や高等学校での交通安全教室用に備前自動車岡山教習所が2010年に開発。大型自動車と同等のホイルベースで同等の内輪差を発生させ、巻き込み事故についての体験的な学習を促す。

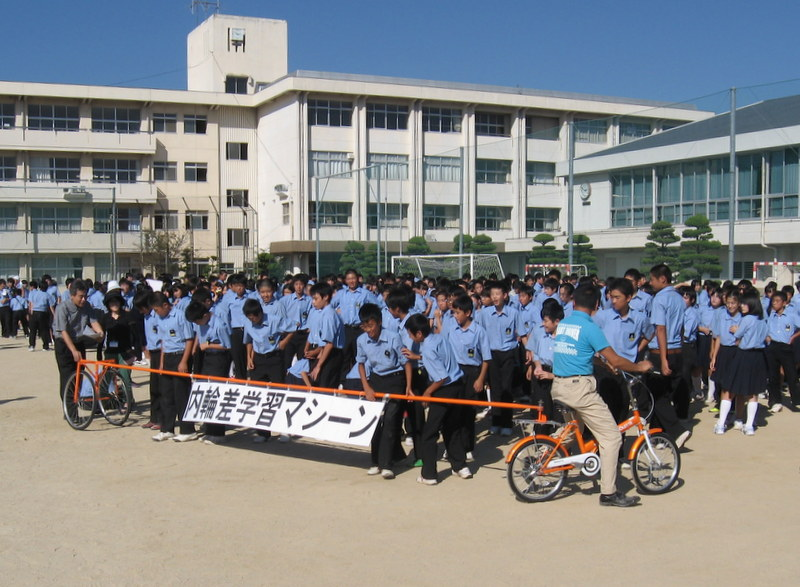
内輪差や巻き込み事故についての体験的学習を促す。